# Streifenfarn-Flachmoos
Das Streifenfarn-Flachmoos (Homalia trichomanoides) ist eine Laubmoosart aus der Familie Neckeraceae, der Neckermoose.

## Beschreibung
Dieses Moos bildet dunkelgrüne, glänzende Rasen. Die bis einige Zentimeter langen sekundären Sprosse sind wenig und unregelmäßig verzweigt, aufsteigend oder niedergebogen, zweiseitig verflacht und dicht beblättert. Durch die nach unten gebogenen Blätter ist der Querschnitt der Äste gewölbt. Habituell erinnert das Aussehen etwas an beblätterte Lebermoose. 
Die Blätter sind zungenförmig bis spatelförmig, deutlich asymmetrisch, um 2 Millimeter lang, mit dünner einfacher Blattrippe, die meist bis in die Blattmitte reicht bzw. selten ohne oder mit doppelter Blattrippe. Die Blattränder sind am Blattgrund auf einer Seite eingebogen, sonst flach, ab der Blattmitte aufwärts gezähnt. Die Blattspitze ist kurz zugespitzt oder abgerundet und mit kurzem Spitzchen versehen. 
Blattzellen sind im oberen Teil des Blattes rhombisch bis rundlich-sechsseitig und bis etwa 10 µm breit. Im unteren Blattteil sind sie mehr verlängert-sechsseitig bis fast linear, am Rand kürzer.
Die Art fruchtet recht häufig, Sporenreife ist im Herbst und Winter. Die Kapsel auf der 1 bis 2 Zentimeter langen, roten Seta ist aufrecht oder etwas geneigt, symmetrisch, ellipsoidisch bis fast zylindrisch, bräunlich, mit kegelförmigem, lang und schief geschnäbeltem Deckel. Sporen sind fein papillös und 10 bis 18 µm groß. Das Moos ist monözisch.

## Verbreitung und Standortansprüche
Das Moos besiedelt vorwiegend Baumborke am Grund von Laubbäumen, weiters Erde, Felsen, Steine und Mauern. Es wächst an meist schattigen, frischen bis feuchten, zumindest luftfeuchten Stellen in Laubwäldern. Häufige Begleitmoose sind Anomodon attenuatus, Anomodon viticulosus, Neckera complanata, Isothecium alopecuroides.
In Europa ist diese Art vom Flachland bis in die Bergstufe weit verbreitet, schwerpunktmäßig in Kalkgebieten und Auen. In den Alpen steigt es bis in eine Höhe von 1200 bis 1400 Meter.
Außereuropäische Vorkommen befinden sich in Teilen von Asien, Nordafrika und Nord- bis Mittelamerika.